# Gleb Bakshí
Gleb Serguéyevich Bakshí –en ruso, Глеб Сергеевич Бакши– (Simferópol, Ucrania, 12 de noviembre de 1995) es un deportista ruso que compite en boxeo.
Participó en los Juegos Olímpicos de Tokio 2020, obteniendo una medalla de bronce en el peso medio.  Ganó una medalla de oro en el Campeonato Mundial de Boxeo Aficionado de 2019, en el mismo peso.

## Palmarés internacional
| Juegos Olímpicos   | Juegos Olímpicos      | Juegos Olímpicos  | Juegos Olímpicos |
| Año                | Lugar                 | Medalla           | Categoría        |
| ------------------ | --------------------- | ----------------- | ---------------- |
| 2020               | Tokio (Japón)         | Medalla de bronce | 75 kg            |
| Campeonato Mundial |                       |                   |                  |
| Año                | Lugar                 | Medalla           | Categoría        |
| 2019               | Ekaterimburgo (Rusia) | Medalla de oro    | 75 kg            |